# Laburrus minor
Laburrus minor är en insektsart som beskrevs av Vilbaste 1965. Laburrus minor ingår i släktet Laburrus och familjen dvärgstritar. Inga underarter finns listade i Catalogue of Life.